# Hatem Trabelsi
  Hatem Trabelsi  (àrab: حاتم الطرابلسي)  (Ariana, 25 de gener de 1977) és un exfutbolista tunisià de la dècada de 2000.
Fou internacional amb la selecció de Tunisia amb la qual participà en la Copa del Món de futbol de 1998, 2002 i 2006.
Pel que fa a clubs, destacà a Ajax i Manchester City FC.